# McLaren MP4/8
McLaren MP4/8 je McLarnov dirkalnik Formule 1, ki je bil v uporabi v sezoni 1993, ko so z njim dirkali Michael Andretti, Mika Häkkinen in Ayrton Senna. Medtem, ko sta Andretti in Häkkinen dosegla vsak po eno tretje mesto, je Senna dosegel pet zmag na Velikih nagradah Brazilije, Evrope, Monaka, Japonske in Avstralije, ob tem pa še en najboljši štartni položaj, en najhitrejši krog in dve drugi mesti. Brazilec je v dirkaškem prvenstvu zasedel drugo mest0, prav tako tudi McLaren v konstruktorskem prvenstvu z 84-imi točkami.

## Popolni rezultati Formule 1
(legenda) (odebeljene dirke pomenijo najboljši štartni položaj, poševne pa najhitrejši krog)
| Leto | Moštvo  | Motor            | Gume | Dirkači          | 1   | 2   | 3   | 4   | 5   | 6   | 7   | 8   | 9   | 10  | 11  | 12  | 13  | 14  | 15  | 16  | Toč | Prv |
| ---- | ------- | ---------------- | ---- | ---------------- | --- | --- | --- | --- | --- | --- | --- | --- | --- | --- | --- | --- | --- | --- | --- | --- | --- | --- |
| 1993 | McLaren | Ford HBE7 3.5 V8 | G    |                  | JAR | BRA | EU  | SMR | ŠPA | MON | KAN | FRA | VB  | NEM | MAD | BEL | ITA | POR | JAP | AVS | 84  | 2.  |
| 1993 | McLaren | Ford HBE7 3.5 V8 | G    | Michael Andretti | Ret | Ret | Ret | Ret | 5   | 8   | 14  | 6   | Ret | Ret | Ret | 8   | 3   |     |     |     | 84  | 2.  |
| 1993 | McLaren | Ford HBE7 3.5 V8 | G    | Mika Häkkinen    |     |     |     |     |     |     |     |     |     |     |     |     |     | Ret | 3   | Ret | 84  | 2.  |
| 1993 | McLaren | Ford HBE7 3.5 V8 | G    | Ayrton Senna     | 2   | 1   | 1   | Ret | 2   | 1   | 18  | 4   | 5   | 4   | Ret | 4   | Ret | Ret | 1   | 1   | 84  | 2.  |